# ワルサー・フォン・ボンシュテッティン
ワルサー・フォン・ボンシュテッティン（Walther von Bonstetten、1867年6月5日 - 1949年11月4日) は、スイスにおけるスカウト運動の最初期の指導者。

## 生涯
1913年、スイスにおける最初期のボーイスカウト隊であるベルンのPfadicorps Patriaの結成に参加する。 同年、ボンシュテッティンはSchweizer Pfadfinderbund (スイス・ボーイスカウト連盟)の結成に携わる。1918年には連盟の代表 (Zentralpräsident des SPB ) に選出された。
フォン・ボンシュテッティンは1927年から1947年にかけて世界スカウト機構の機関である世界スカウト委員会に奉職した。
1937年、世界スカウト機構からフォン・ボンシュテッティンに対して世界スカウト委員会の設ける唯一の栄典であるブロンズ・ウルフ章が贈られた 。彼は1946年にスカウト・アルペンクラブの名誉代表となった。
1918年から1927年にかけて、彼はスイスのボーイスカウトの代表として奉職した 。彼が1923年に創設した「国際スカウトの家」連盟は後にカンデルステッヒ国際スカウトセンターとして知られるようになる。
また1927年から1934年にかけてはスイス・スカウトの総長として奉職した 。1934年から1942年にかけてはスイス・ボーイスカウトの代表となった。1949年に死去するまでの一年半は、国際委員会のの名誉副委員長を務めた。